# Groupe flag
Groupe flag est une série télévisée française en 24 épisodes de 52 minutes, créée par Michel Alexandre et diffusée entre le 15 février 2002 et le 26 août 2008 sur France 2. Elle a été rediffusée sur France 4, NRJ 12, Jimmy, Action, Ciné Polar et sur AB1 depuis le 4 juillet 2015 ainsi que sur RTL9 depuis le 6 juillet 2015.

## Synopsis
Cette série met en scène une équipe de policiers chargée de prendre des criminels en flagrant délit. 

## Distribution
- Sophie de La Rochefoucauld : Claire Lagache
- Patrick Fierry : Bernard Moreau
- Philippe Magnan : Jean Marc Keyser
- Arnaud Binard : Rémi Castano (saisons 1 et 2)
- Philippe Frécon : Michel
- Jérôme Marc : Arnaud Gaubertois
- Stéphane Algoud : Alain
- Brigitte Froment : Janique
- Olivia Brunaux : Marjorie
- Smaïl Mekki : Samir
- Henri de Lorme : Stéphane Cornavaille
- Alberto Gimignani : Mattéo
- Leïla Ariche : Fanny
- Marc Rioufol : Merlot
- Rudi Rosenberg : Sacha Dubreuil

### Guest stars invités (sélection)
- Serge Bento (Guidot, Dans les règles de l'art, 2005)
- Lizzie Brocheré (Jeanne, Haute protection, 2008)
- Claude Jade (Emma Nazarov, Vrai ou faux, 2005)

## Épisodes

### Première saison (2002-2003)
1. Premier flag
2. Chèques en noir
3. Voler n'est pas jouer
4. La Voiture-bélier
5. Les Roulottiers
6. Mac macadam

### Deuxième saison (2003-2004)
1. Réaction en chaîne (7)
2. Les Marchands de sommeil (8)
3. Vidéo surveillance (9)
4. Abus de confiance (10)
5. Sous influence (11)
6. Mauvais genre (12)

### Troisième saison (2004-2005)
1. Un jeu d'enfant (13)
2. Domino (14)
3. Dans les règles de l'art (15)
4. Vrai ou faux (16)
5. L'Âge de tous les dangers (17)
6. Pas de fumée sans feu (18)

### Quatrième saison (2008)
1. Garde à vue (19)
2. Hautes protections (20)
3. Promenades de santé (21)
4. À l'aube d'un braquage (22)
5. Hyper trafic (23)
6. Accusé de réception (24)

## Commentaires
La quatrième saison a été intégralement diffusée sur France 2 par soirée de deux épisodes, pendant le mois d'août 2008.
Par ailleurs, la cinquième saison a été entièrement écrite.